# تپه قاراقول
تپه قاراقول مربوط به دوره هخامنشی - دوره اشکانیان است و در شهرستان اسفراین، بخش بام وصفی آباد، دهستان صفی آباد، ۱۵۰۰ متری شرق روستای زنفت واقع شده و این اثر در تاریخ ۲۷ بهمن ۱۳۸۷ با شمارهٔ ثبت ۲۴۶۶۷ به‌عنوان یکی از آثار ملی ایران به ثبت رسیده است.